# Alabel
Alabel è una municipalità di prima classe delle Filippine, capoluogo della Provincia di Sarangani, nella regione di Soccsksargen.
Alabel è formata da 12 baranggay:
- Alegria
- Bagacay
- Baluntay
- Datal Anggas
- Domolok
- Kawas
- Maribulan
- Pag-Asa
- Paraiso
- Poblacion (Alabel)
- Spring
- Tokawal